# Marché des fonds prêtables
Le marché des fonds prêtables est, en économie, un marché régi par la loi de l'offre et de la demande où tous les épargnants viennent déposer leur épargne et où tous les emprunteurs viennent chercher des fonds. Il s'agit d'un concept de macroéconomie.

## Concept
Les fonds prêtables sont les capitaux mis à disposition des agents économiques en excédent à des agents économiques en déficit, ou qui ont besoin de fonds pour investir. Le marché des fonds prêtables est l'instance décentralisée où les demandes de fonds prêtables rencontrent les offres de fonds prêtables. De manière pratique, l'agent économique qui souhaite emprunter émet une obligation, qui est rachetée par l'agent qui souhaite prêter.
Sur ce marché, le taux d'intérêt est à la fois la rémunération de l'épargne et le coût des emprunts. Le niveau d'investissement dans une économie est en partie déterminé par l'équilibre fixé sur le marché des fonds prêtables. Le marché s'ajuste à l'évolution de l'offre de monnaie : lorsqu'une variation de l'offre de monnaie fait varier le taux d'intérêt, la variation du PIB est en partie due à une variation de l'offre de fonds prêtables. En d'autres termes, le niveau d'investissement est fonction du taux d'intérêt : lorsqu'il baisse, l'investissement augmente théoriquement.
La différence entre l'épargne et l'investissement d'un pays économiquement ouvert est égal aux exportations nettes. 

## Historique
Le marché des fonds prêtables est étudié en premier par l'économiste suédois Knut Wicksell. Il soutient que le taux d'intérêt monétaire, qui égalise l'offre et la demande de fonds prêtables, est généralement différent du taux d'intérêt naturel, celui qui égalise l'épargne et l'investissement sans tension inflationniste.